# Saint-Rogatien
 Saint-Rogatien  es una población y comuna francesa, situada en la región de Poitou-Charentes, departamento de Charente Marítimo, en el distrito de La Rochelle y cantón de La Jarrie.

## Demografía
| 411                       | 299 | 362 | 436 | 467 | 449 | 470 | 506 | 456 | 490 | 479 | 464 | 515 | 514 | 389 | 355 | 375 | 323 | 324 | 339 | 303 | 293 | 299 | 309 | 303 | 296 | 303 | 309 | 557 | 753 | 1 272 | 1 805 | 1 803 | 1 802 |
| (Fuente: Cassini e INSEE) |     |     |     |     |     |     |     |     |     |     |     |     |     |     |     |     |     |     |     |     |     |     |     |     |     |     |     |     |     |       |       |       |       |